# Jean-Charles Develly
Jean-Charles Develly (Parigi, 1º ottobre 1783 – Sèvres, 18 dicembre 1862) è stato un pittore francese.

## Biografia
Jean Charles Develly deve la sua celebrità alle pitture eseguite sulle porcellane della Manufacture nationale de Sèvres.
Nacque nel sobborgo parigino di Saint-Martin e divenne "artista doratore" nel 1803. Fu assunto nello stabilimento di Sèvres
dieci anni dopo e divenne col tempo uno dei più celebri artisti della Manufacture, che, in quegli anni, era diretta da Alexandre Brongniart (1770-1847).
Subì certamente l'influenza dei suoi maestri, fra i quali Martin Drolling, Alexandre-Évariste Fragonard, Carle Vernet,
Constant Troyon e Eugène Lami. Realizzò numerosi acquarelli, tempere e disegni preparatori delle pitture che poi eseguiva sulle porcellane. Lasciò lo stabilimento di Sèvres nel 1848.

## Selezione di opere
- Le Service des Arts industriels (1823-1835).
- Coppa Benvenuto Cellini, porcellana (1838), Palazzo Rosso, Genova.
- Souvenir du château de Rosny, piastra su porcellana (1839).
- Le Paradis terrestre, piastra su porcellana da Il Paradiso perduto di Milton (1839)[1].
- Les Chasses historiques de la Cour de France, vasi etruschi (1846).